# 나카니시 고지
나카니시 고지(일본어: 中西 香爾, 1925년 5월 11일 ~ 2019년 3월 28일)는 영국령 홍콩 태생의 일본의 화학자이다.
유기화학 분야, 특히 생물활성 천연유기화합물 분야에서 높은 평가를 받았고 원편광 이색성, 오버하우저 효과 등을 구조 결정 기술로서 도입한 업적은 유명하다. 은행나무에서 얻는 화합물의 일종인 징코라이드를 연구한 업적도 많이 알려져 있다. 취미는 마술.

## 주요 경력
- 1944년 : 구제 고난 고등학교(고난 대학의 전신)의 이과를 졸업
- 1947년 : 나고야 대학 이학부 졸업[4], 천연물 화학의 권위자인 히라타 요시마사의 훈도를 받음
- 1950년 : 하버드 대학교에서 유학[4]
- 1955년부터 나고야 대학 조교수, 도쿄 교육대학 교수, 도호쿠 대학 교수를 지낸 뒤 1969년부터 미국 컬럼비아 대학교 교수로 재직[4]

## 수상 경력
- 1967년 : 아사히상
- 1978년 : 어니스트 귄터상
- 1986년 : 파울 카러 황금 메달
- 1990년 : 일본 학사원상, 은사상, 아서 C. 코프상
- 1992년 : 셸레상
- 1995년 : 이탈리아 화학회 메달
- 1996년 : 웰치 화학상
- 2003년 : 킹 파이살 국제상
- 2004년 : 테트라헤드론상
- 2005년 : 나고야 메달(MSD 생명과학재단)

### 상훈
- 1999년 : 문화공로자[4]
- 2007년 : 문화훈장[4]
- 2019년 : 종3위(사후 추서)[5]